# Бояринов, Григорий Алексеевич
 Григорий Алексеевич Бояринов  — статский советник, вице-губернатор Полтавской губернии.

## Биография
Из солдатских детей. На службу поступил солдатом, где был капралом, фурьером, каптенармусом. В 1775 г. был полковым адъютантом и через год оставил службу поручиком.
Через год, в 1776 г. поступил на службу в камерную экспедицию Могилевской губернии кассиром, затем был уездным казначеем, был в казённой палате Могилевской, а затем Витебской губернии.
В 1801 г. назначен вице-губернатором и в 1803 г. произведён в статские советники. После увольнения губернатора Козачковского ему поручены были в управление немецкие колонии в Полтавской губ. Скончался в Полтаве в 1818 году.

## Награды
- Орден Святой Анны 2 степени
- Орден Святого Владимира 3 степени